# تکملة الاخبار
تکملة الاخبار یک تاریخ جامع پارسی است که توسط شاعر ایران صفوی، عبدی بیگ شیرازی، در سال ۱۵۷۰ نگاشته شد. این اثر به شاهدخت پریخان خانم، دختر شاه تهماسب یکم، تقدیم شده است. تنها بخش پایانی آن، که به دوره صفویه اختصاص دارد، منتشر شده است. این بخش به شرح سلطنت شاه اسماعیل یکم و تهماسب یکم تا سال ۱۵۷۰ می‌پردازد.